# Lars-Emil Woetmann
Lars-Emil Woetmann (født 1981 i København) er en dansk digter. Forfatter til bøgerne "Brødrene Woetmann af Danmark" (forlaget Bændelormen 2004, s.m. Peter-Clement Woetmann) og "Jeg hænger sammen" (forlaget Koordinat).
samt "Af det almene" (Kronstork 2018) og "Gyldne Lilje" (Ekbatana 2023). Lars-Emil Woetmann startede i 2010 Forlaget Kronstork med Helle Eeg. Han er medlem af digterfællesskabet Koordinat, og har udgivet tekster i diverse tidsskrifter. 

## Ekstern henvisning
- Lars-Emil Woetmanns blog
- Forlaget Kronstork